# 2013년 킨샤사 공격

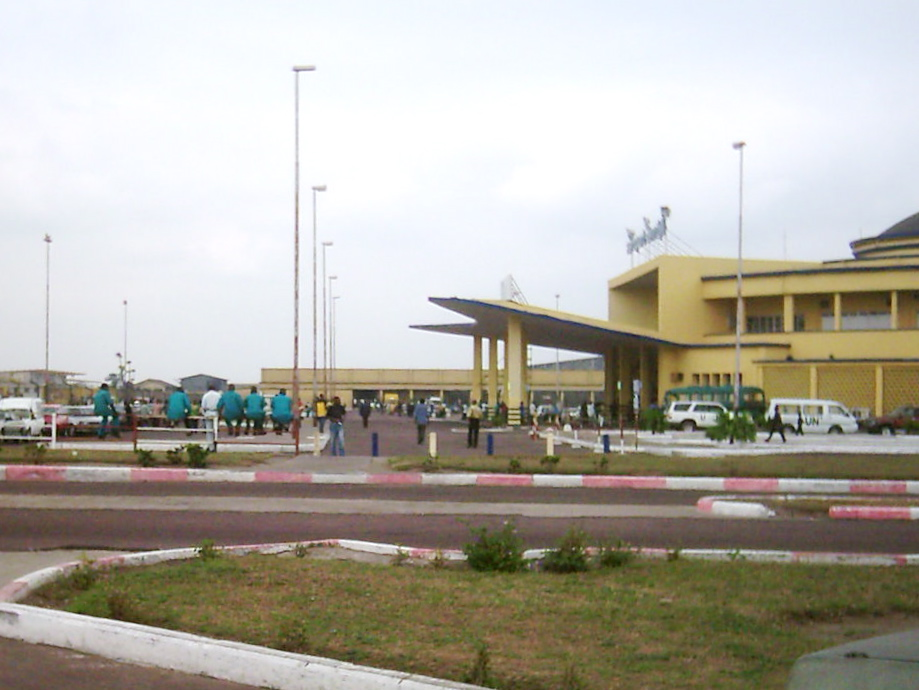

2013년 킨샤사 공격은 콩고 민주 공화국의 수도인 킨샤사에서 2013년 12월 30일, 종교지도자인 폴 조셉 무쿵구빌라 지지자들이 국영방송국에 난입한 사건이다. 이들은 공항과 군 기지에도 침입했다. 정부군이 긴급 출동하여 54명의 난입자를 사살했다.
추가적으로 47명의 사람들이 루붐바시와 콜웨지 등 주요 도시에서도 사살됐고 100여 명이 체포됐다.

## 공격
칼과 둔기 등으로 무장한 괴한들이 국영방송국, 국제공항, 군사기지에 현지 시각 7시쯤 급습했다. 종교 지도자이자 전 총선 후보였던 폴 조셉이 이번 소요의 주도자인 것으로 밝혀졌다. 교전 중 육군 중령 1명이 사살당했다. 정보부 장관인 램버트 멘디는 정부가 어떤 식으로라도 명령을 했을 것이지만 그럴만한 시간이 없었다고 말했다. 멘디 장관은 54명이 사살됐다고 밝혔으며 유엔에서 콩고민주공화국 대상 프로그램을 진행하는 직원 1명도 공항에서 총상을 입었다.

## 후속조치
무쿵구빌라는 쿠데타의 주동자임을 부인했고 이번 난동은 그의 지지자들에 대한 차별대우를 정부에 대해 보복한 조치였다고 밝혔다. 이후 킨샤샤에는 경찰 및 군인 주도로 검색대가 곳곳에 생겼다. 처음에는 루붐바시에서 무장해제 조치가 일어나면서 소요가 촉발됐다는 목소리가 있었지만 다시 무쿵구빌라 지지자들이 다니는 교회 신도들을 모욕하고 45명이 죽임을 당하면서 루붐바시에서 시민들의 소요가 나타났다고 한다. 콜웨지에서도 1명의 시민이 사망했다.